# 九鈎刀
九鈎刀（きゅうこうとう、中: 九钩刀 jiu gou dao、英: Nine Hook Broadsword）は刀の一種。
基本的な刀の背に大きめの九つの逆歯が付いて鋸の歯のような形になっている刀。鋸歯は、普通に鋸を使用する時のようにして使う。
『三国志』関連のゲームによく登場する。